# Ain't No Mountain High Enough
Ain't No Mountain High Enough è un brano musicale scritto da Nickolas Ashford e Valerie Simpson nel 1966 per l'etichetta Tamla Motown.

## Pubblicazione
La canzone è stata portata al successo come singolo nel 1967, interpretata da Marvin Gaye e Tammi Terrell. La versione dei due artisti è inclusa nell'album United.

## Cover
Nel 1970 è stata reinterpretata e pubblicata come singolo, ancora con successo, dalla cantante Diana Ross. La sua cover è presente nel suo primo album in studio omonimo.
Altri artisti hanno realizzato cover del brano: tra questi Jimmy Barnes, Play, Human Nature, Dionne Bromfield, Chimène Badi con Billy Paul, Neri per Caso (nell'album Donne del 2010) e i Cascada. Amy Winehouse ha riutilizzato la sezione ritmica del brano per Tears Dry on Their Own, il quarto singolo estratto dall'album Back to Black.
È stato inserito nella colonna sonora dei film Sister Act 2 - Più svitata che mai nei titoli di coda, in Nemiche amiche come tema principale e ne i Guardiani della Galassia nella scena finale. Il brano cantato da Diana Ross è presente anche nella colonna sonora di Chicken Little - Amici per le penne. Nella serie di HBO Titans (2018) nell’episodio 2x9 viene eseguita una cover NDA Minka Kelly e Alan Ritchson. 